# Cruz Blanca (Morropón)
Cruz Blanca es un caserío peruano ubicado en el distrito de La Matanza, perteneciente a la provincia de Morropón del departamento de Piura, al norte del Perú. 

## Ubicación
Cruz Blanca se ubica al noroeste de la provincia de Morropón, en el distrito de La Matanza, en el departamento de Piura.

## Demografía
En 2017 Cruz Blanca tenía una población de 217 habitantes.